# فرد بلکمن
فرد بلکمن (انگلیسی: Fred Blackman؛ زادهٔ ۸ فوریهٔ ۱۸۸۴) بازیکن فوتبال اهل بریتانیا است.
از باشگاه‌هایی که در آن بازی کرده‌است می‌توان به باشگاه فوتبال برایتون اند هوو آلبیون و باشگاه فوتبال هادرزفیلد تاون اشاره کرد.